# Zombi (colonna sonora)
Zombi è il quinto album del gruppo di rock progressivo italiano Goblin, pubblicato nel 1978, realizzato come colonna sonora del film omonimo di George A. Romero.

## Il disco
L'album è stato ripubblicato in versione rimasterizzata nel 1998 aggiungendo alcune bonus tracks. Nel 2018 in occasione del quarantennale del film, la Rustblade ha pubblicato un box a tiratura limitata, contenente, oltre alla colonna sonora, un albo a fumetti sceneggiato da Andrea Gallo Lassere e disegnato da Simona Simone: Dawn of the dead - Hotel La Muerte.

## Tracce
Lato A
1. L'alba dei morti viventi
2. Zombi
3. Safari
4. Torte in faccia
5. Ai margini della follia

Lato B
1. Zaratozom
2. La caccia
3. Tirassegno
4. Oblio
5. Risveglio

Bonus track (1998)
1. L'alba dei morti viventi (alternate take)
2. Ai margini della follia (alternate take)
3. Zombi (sexy)
4. Ai margini della follia (alternate take)
5. Zombi (Supermarket)
6. L'alba dei morti viventi (Intro - alternate take)
7. Zombi (The Living Dead's Voices!)

## Formazione
Gruppo
- Massimo Morante: chitarra elettrica
- Fabio Pignatelli: basso, chitarra acustica
- Claudio Simonetti: pianoforte, mellotron, sintetizzatore
- Agostino Marangolo: batteria

Altri musicisti
- Tino Fornai: violino in Tirassegno
- Antonio Marangolo: sax in Zombi ed Oblio